# Яхтенный мост
Я́хтенный мост — мост в Санкт-Петербурге, соединяющий южный берег Приморского района в створе Яхтенной улицы с северным берегом Крестовского острова. Самый длинный и самый высокий пешеходный мост Санкт-Петербурга. Назначение моста — обеспечение пешей доступности футбольного стадиона и других спортивных объектов на Крестовском острове.
Общая длина мостового перехода — 940 м. Сам мост неразводной конструкции, проходит над Большой Невкой, имеет длину 490 м и ширину 17 м (с пешеходным тротуаром шириной 2,25 м и велодорожкой шириной 3,5 м), а также включает проезжую часть с двумя полосами, предназначенными для движения только спецтранспорта. Также имеются две смотровые площадки со стороны Невской губы размерами 9,2 × 3,25 м.
Мост был ключевым элементом транспортной инфраструктуры, необходимой для проведения Кубка конфедераций 2017 года и чемпионата мира по футболу 2018 года. В связи с этим проектирование переправы началось в 2012 году. На первом этапе проектирования необходимо было решить вопрос с судоходством, так как на этом участке ходят большие суда и небольшие прогулочные яхты. Для этого проектной организацией был предусмотрен разводной пролёт длиной в 46 м, а сам мост в проекте имел длину около 500 м, высоту над водой 15 м, пешеходные и велосипедные дорожки, а также одну полосу для движения служебного транспорта. Однако из-за нехватки средств в бюджете города проект был переработан для привлечения к строительству инвестора. Новый проект предусматривал строительство крытого двухуровневого моста, где первый уровень остаётся за пешеходами и велосипедистами, а второй отдают под магазины и рестораны — тем самым сооружение стало бы похоже на мост Понте-Веккьо во Флоренции. По разным причинам привлечь к строительству инвестора так и не удалось. Начались проработки новой концепции — предполагалось, что мост будет открыт для автомобилей, но проезд сделают платным, стоимостью от 300 до 500 рублей. Для этого в первоначальный проект внесли изменения — теперь вместо одной полосы для спецтранспорта проектировались две. Однако городские власти не смогли договориться с инвестором о компенсации в случае низкого трафика. В результате из-за опасений об переносе соревнований в другой город пять крупнейших дорожных компаний Санкт-Петербурга решили осуществить строительство моста за собственные средства с последующей передачей его в дар городу. Строительство переправы началось 25 февраля 2016 года. 20 декабря 2016 года были завершены основные строительные работы, а вспомогательные работы, такие как подсветка, озеленение и благоустройство, строители завершили только к декабрю 2017 года. 14 апреля 2017 года организационный комитет «Россия 2018» уведомил ФИФА о готовности моста, после чего 7 мая 2017 прошли тестовые испытания с участием болельщиков. Официальное открытие моста, приуроченное ко Дню велосипедиста, состоялось в День города — 27 мая 2017 года.

## Расположение
Переправа соединяет южный берег Приморского района в створе Яхтенной улицы с северным берегом Крестовского острова. Мост проходит над Большой Невкой, после чего над сооружением располагается центральный участок Западного скоростного диаметра. Мост плавной линией связывает купол аквапарка «Питерлэнд» и карильон арки-звонницы, после чего заканчивается напротив паркинга Крестовского стадиона. Ниже по течению находится восточная часть Невской губы, выше расположен 3-й Елагин мост.
Мост обеспечил доступ с севера к спортивным объектам на Крестовском острове, а также связал Парк имени 300-летия Санкт-Петербурга с Приморским парком Победы и Центральным парком культуры и отдыха имени С. М. Кирова, расположенным на Елагином острове. Переправа в основном предназначена для распределения людей при проведении массовых мероприятий на стадионе. Мост позволяет дойти от стадиона до станции метро «Беговая» (2,8 км к северо-западу), а также воспользоваться общественным транспортом, который идёт до станций метро «Старая Деревня» и «Чёрная речка».

## История

### Предпроект разводного моста
В сентябре 2012 года правительство Санкт-Петербурга объявило конкурс на создание предварительных проектов двух пешеходных мостов: до северной части Крестовского острова в створе Яхтенной улицы и до южной от Васильевского острова. Стоимость проектирования моста в створе Яхтенной составила 1,7 млн рублей. В техническом задании указано, что передвигаться по мосту смогут пешеходы, велосипедисты, а также автобусы и легковые автомобили. Основная задача этого этапа проектирования — решить вопрос с судоходством: на этом участке ходят как большие суда, так и небольшие прогулочные яхты. В конкурсе приняли участие только две компании: «Гипростроймост» и «Стройпроект», при этом «Гипростроймост» не был допущен к дальнейшему участию, вследствие чего победителем этого тендера стал «Стройпроект». В январе 2013 года последний завершил работы по проектированию переправы. Согласно расчётам компании, длина моста составила бы около 500 м, высота над водой — 15 м. Переправа была спроектирована для пешеходов и велосипедистов, а одна полоса отдана под служебный транспорт. Для сохранения судоходства был предусмотрен разводной пролёт длиной в 46 м. Также на подходе к острову Яхтенный мост должен был пересекаться с центральным участком Западного скоростного диаметра. Предварительная стоимость такого проекта составляла 2 млрд рублей.

### Проект двухэтажного моста
Весной 2013 года Комитет по развитию транспортной инфраструктуры Санкт-Петербурга (КРТИ) обратился в Комитет по инвестициям, чтоб найти другой способ реализации проекта, так как в бюджете на него не было достаточных средств. Комитет по инвестированию представил свою идею — крытого двухуровневого моста. Первый уровень, как и прежде, оставался за пешеходами и велосипедистами, а второй собирались отдать под магазины и рестораны. По версии ведомства, стоимость моста должна была составить 1,5 млрд рублей, длина — 420 м, ширина — 28 м. Разводного пролёта не предполагалось, так как высота моста над водой составляла бы 17 м (как и проходящий рядом участок Западного скоростного диаметра). По замыслу переправу должен был построить за свой счёт инвестор, который позже вернул бы вложенные средства за счёт эксплуатации коммерческих площадей. Правительству Санкт-Петербургу идея понравилась, губернатор города Георгий Полтавченко сравнил Яхтенный мост с мостом Понте-Веккьо во Флоренции, на котором в настоящее время расположены ювелирные магазины. При этом, по мнению специалистов, объём инвестиций и его соотношение с возможной площадью торговых помещений не позволяли рассчитывать на реализацию проекта только за счёт инвестора в торговые помещения. Идею торгово-пешеходной переправы комитет по инвестициям почерпнул у московских коллег, которые в 1997 году открыли в составе комплекса Москва-Сити мост «Багратион». Проект двухэтажного моста был представлен на выставки Expo Real, проходившей в Мюнхене с 7 по 9 октября 2013 года.
29 ноября был заключён контракт с «Ленгипроинжпроектом» на подготовку сметной документации стоимостью 90 млн рублей. В техническом задании не было ни слова про магазины и второй ярус. Более того, «Ленгипроинжпроект» должен был запроектировать разводной пролёт, что исключало строительство каких-либо коммерческих площадей на мосту. При этом в КРТИ отмечали, что если не начать проектирование моста немедленно, то можно не успеть построить его к чемпионату мира по футболу в 2018 году. Комитет по транспорту подчеркнул, что не станет препятствием для поиска инвестора: «Если инвестор будет найден, то проект можно будет скорректировать». В конце 2013 года было решено внести изменение в техническое задание по контракту с «Ленгипроинжпроектом», чтобы институт запроектировал второй ярус с коммерческими площадями, при этом поиск инвестора под этот проект всё ещё продолжался. В конце апреля 2014 года Георгий Полтавченко подписал пятилетнюю программу подготовки к чемпионату мира по футболу, где планировалось строительство Яхтенного моста за внебюджетные деньги. В мае 2014 года было принято постановление правительства Санкт-Петербурга «О Стратегии экономического и социального развития Санкт-Петербурга на период до 2030 года», где было указано, что проектирование переправы завершится в марте 2015 года, строительство, которое обойдётся в 2,3 млрд рублей, должно начаться во втором квартале 2015 года, а открытие состоится в начале 2018 года.
Летом 2014 года, по утверждению комитета по инвестициям, была достигнута принципиальная договорённость о реализации проекта с компанией «Scp Basillique» из Монако, которая в свою очередь принадлежит британскому девелоперу «Spicer Oppenheim». В марте 2015 года вице-губернатор Петербурга Марат Оганесян сообщил, что мост могут построить за счёт бюджета. Оганесян отметил, что «объект в любом случае будет построен», так как он является ключевым элементом транспортной инфраструктуры, необходимой для проведения чемпионата мира по футболу. Также вице-губернатор сообщил, что есть вариант, при котором инвестору для компенсации расходов по строительству отдадут территории на берегу — например, для строительства яхт-клуба. В мае глава Комитета финансов города Алексей Корабельников рассказал журналистам, что на Петербургском экономическом форуме 2015, который должен был состояться в июне, правительство Петербурга подпишет соглашение с инвестором на строительство пешеходного моста. Несколькими днями позже стало известно, что соглашение будет подписано с компанией «Spicer Oppenheim», с «дочкой» которой было достигнута «принципиальная договорённость» летом прошлого года. 18 июля 2015 года Смольный подписал соглашение о строительстве моста с британской компанией Spicer Openheim, при этом партнёром британцев являлся петербургский бизнесмен Вадим Опескин.  Компания была готова построить не только мост, но и яхт-клуб, фан-зону для болельщиков с гостиницами, бизнес-центром, жильём и музеем спорта. Всё должно было разместиться по правую сторону от уже существующего комплекса «Питерлэнд». Инвестиции оценивались в 95 млн евро.

### «Платный» мост и поиск инвесторов
В конце августа комитет по государственному заказу объявил конкурс на подготовку рабочей документации для пешеходного моста. Как следует из конкурсной документации, максимальная стоимость контракта составляла 90 млн рублей. В это же время в окружении вице-губернатора Игоря Албина начали сомневаться, что британско-российский инвестор успеет построить мост к чемпионату мира, в связи с чем стали активно обсуждаться альтернативные варианты финансирования. Уже в конце лета Игорь Албин предложил построить мост группе «ЛСР». Рассматривались два варианта. Первый — «ЛСР» строит переправу и получает прибрежные территории в Приморской районе под коммерческую застройку, второй — компания возводит мост в рамках концессионного соглашения по строительству многочисленных объектов транспортного обхода центра, включая тоннели на Обводном канале. 14 октября Игорь Албин заявил, что Spicer Oppenheim оказалась «несостоятельным инвестором», подтвердил переговоры с группой «ЛСР», а также отметил, что ведутся переговоры ещё с двумя компаниями. Сразу после заявления о разрыве контракта со Spicer Oppenheim начались проработки концепции для привлечения нового инвестора — теперь предполагалось, что мост будет открыт для автомобилей, но проезд сделают платным, стоимостью от 300 до 500 рублей. Габариты переправы планировались следующими: две полосы для автомобилей шириной 4,5 м, один тротуар шириной 2,25 м, а также тротуар и велодорожка в 3,5 м. Высокая плата за проезд была обоснована тем, что Крестовский остров мог превратиться в зону транзитного проезда между районами. В ноябре губернатор Георгий Полтавченко утвердил проект по строительству платного автомобильного моста. 19 ноября на Крестовском острове прошло выездное совещание комиссии ФИФА во главе с директором департамента по проведению соревнований Колином Смитом. Комиссия осталась недовольна ситуацией с ходом реализации проекта, но в её официальном заявлении сказано: «Санкт-Петербург заверил ФИФА, что будет строить инфраструктуру, необходимую для того, чтобы матчи чемпионата прошли гладко и без проблем для болельщиков».
25 ноября 2015 года на экстренном заседании бюджетно-финансового комитета Законодательного собрания Санкт-Петербурга были внесены поправки в городской бюджет, на котором было решено выделить на переправу в 2015 году 13,9 млн, а в 2016 — 36,1 млн рублей. При этом Министерство спорта России заявило, что в случае, если к середине 2017 года мост не будет построен, матчи Кубка конфедераций 2017 года, которые планировалось провести в Санкт-Петербурге, будут перенесены в другой город. В это же время появилась информация, что строительством будет заниматься компания «Пилон», а инвестором «платного» моста станет УК «Лидер». Для этого 25 ноября Законодательное собрание приняло в третьем чтении поправки в закон Петербурга «О государственно-частных партнёрствах». 26 ноября был объявлен конкурс на планировку территории вокруг моста. В конкурсной документации использовался проект, согласно которому длина моста должна была составить 1 км (вместе с подходной частью), ширина проезжей части — 9 м (две полосы по 4,5 м). В проекте предусматривались два тротуара и велодорожка шириной один метр. Подмостовой судоходный габарит должен был составить 16 м. В середине декабря был заключён договор с ЗАО «Пилон» на подготовительные работы, необходимые для строительства моста, на сумму 35 млн рублей, при этом конкурс не проводился и «Пилон» был выбран в качестве единственного поставщика. 21 декабря компания «Трансэкопроект», которая является постоянным субподрядчиком компании «Стройпроект», выиграла конкурс на планировку территории вокруг моста, проект которого и составила компания «Стройпроект». 28 декабря губернатор Петербурга Георгий Полтавченко не утвердил проект по строительству «платного» моста из-за того, что стороны не договорились о том, какой минимальный суточный трафик прописать в концессионном соглашении. Инвестор хотел, чтобы в случае низкого трафика город компенсировал все затраты, то есть как минимум 2,5 млрд рублей. Стоимость проезда по мосту при трафике в 5 тысяч машин составила бы 220 рублей, при семи тысячах — около 170, при 10 тысячах — 100 рублей.

### Строительство за счёт дорожных компаний Петербурга
В начале февраля 2016 года правительство Санкт-Петербурга из-за угрозы переноса Кубка Конфедераций в другой город предложило основным дорожным компаниям города взять строительство Яхтенного моста на себя. 12 февраля вице-губернатор Игорь Албин объявил, что мост построят за счёт «дорожников». 17 февраля 2016 года готовность построить Яхтенный мост, а затем подарить его городу изъявили руководители пяти крупнейших дорожных компаний Петербурга: «Метростроя», «Пилона», «АБЗ-Дорстроя», «ВАДа» и «Возрождения». В петиции, направленной на имя губернатора города, компании «выражают серьёзную озабоченность появившимися в средствах массовой информации сообщениями» о том, что в случае отсутствия моста Петербург может лишиться Кубка Конфедераций 2017 года, и поэтому заявляют: «Мы, крупнейшие строительные компании Петербурга, выражаем готовность осуществить строительство моста за счёт собственных средств с условием последующей передачи его в дар городу».
25 февраля Георгий Полтавченко поддержал инициативу, и в этот же день стройке был официально дан старт. В начале апреля в Петербург вновь прибыла комиссия ФИФА. Город сумел предоставить необходимые документы о строительстве Яхтенного моста и заверил комиссию о сдаче объекта в срок, и в итоге футбольная федерация подтвердила сохранение за Петербургом статуса главной площадки Кубка конфедераций 2017 года. В конце мая комиссия снова проинспектировала стройку и выдвинула требование, чтобы мост был открыт в апреле, а не в мае 2017 года. 15 июля КРТИ сообщил, что основные работы по строительству моста будут завершены к 14 апреля 2017 года, а движение откроют спустя ещё полтора месяца. Общая стоимость переправы составит почти 2 млрд рублей, из них более половины (1,1 млрд) выделяет «Метрострой», «Пилон» и «АБЗ-Дорстрой» 426 и 170 млн рублей соответственно, «ВАД» даст 109 млн рублей, а «Возрождение» — 55 млн рублей. 3 сентября 2016 года, около 12 часов, при строительстве моста на строящийся рядом участок Западного скоростного диаметра упала стрела гусеничного крана. Никто не пострадал. В ноябре Росприроднадзор привлёк к административной ответственности компанию «Пилон» за то, что в июле того года в результате повреждения топливного бака и гидравлической системы гусеничного крана нефтепродукты попали в Финский залив. За данное нарушение компания должна была выплатить 2,2 млн рублей. 9 декабря 2016 года было объявлено, что «20 декабря будет положен последний блок», тем самым Яхтенный мост соединился с Крестовским островом, но завершающие работы на объекте продолжались до весны 2017 года. 20 декабря «Пилон» завершил монтаж пролётов Яхтенного моста, тем самым выполнив основные строительные работы. На торжественном моменте присутствовал вице-губернатор Петербурга Игорь Албин, глава КРТИ Сергей Харлашкин и председатель совета директоров компании «Пилон» Мевлуди Блиадзе. На начало марта 2017 года Яхтенный мост, в соответствии с графиком, был готов на 85 %. 3 апреля 2017 года Игорь Албин заявил, что мост будет готов к тестированию 14 апреля, а рабочее движение будет открыто 1 июня. 14 апреля 2017 года представители Оргкомитета чемпионата мира и Комитета Смольного по развитию транспортной инфраструктуры направили в ФИФА уведомление о готовности моста. В это же время Смольный назвал точную дату официального открытия моста — 26 мая 2017 года. Открытие было приурочено ко Дню велосипедиста, который отмечается в последние выходные мая. 5 мая специалисты «Центра диагностики строительных конструкций» провели приёмочные испытания, необходимые для выявления соответствия состояния возведённых строительных конструкций проекту и требованиям норм. 7 мая 2017 года было временно открыто пешеходное движение по мосту — это было сделано в рамках испытаний, приуроченных ко второму тестовому матчу «Зенита» на новом стадионе. 27 мая 2017, в День города, мост был сдан в эксплуатацию, после чего по нему открылось движение. Однако уже с 6 июня мост был закрыт до начала Кубка конфедераций 17 июня 2017 года. 29 марта 2018 года мосту официально было присвоено название Яхтенный.
1 августа 2017 года проект «Строительство моста с выходом на Крестовский остров в створе Яхтенной ул.» за 1,9 млрд рублей появился на сайте президентских грантов. Строители и правительство Петербурга оказались не в курсе того, что ассоциация строителей «Открытое пространство» (в неё входят все вложившиеся в строительство моста компании) запрашивала грант у администрации президента на постройку уже сданного моста. В конечном итоге проект не получил поддержки оператора президентских грантов. 1 февраля 2018 года ассоциация «Открытое пространство» и компания «Пилон» заявили, что не получили от «Метростроя» в полном объёме денежные средства на строительство моста. Вместо 1,15 млрд было выплачено только 865 млн рублей. В конце 2017 года была пересчитана стоимость строительства, и выяснилось, что в действительности на работы потратили на 126 млн рублей меньше. К этому времени полностью рассчитались «Возрождение» и «ВАД», а остальные недоплатили, но самая значительная недоимка — у «Метростроя» 285 млн рублей. В апреле 2018 года «Пилон» заключил с ассоциацией договор цессии (уступка права требования к ОАО «Метрострой»), а летом обратился в суд. В итоге долг «Метросторя» из 285 млн вырос до 335 млн за счет процентов за пользование чужими денежными средствами.

## Памятный знак
У подножья моста, справа от него со стороны Яхтенной улицы, рядом с комплексом «Питерлэнд» и апарт-отелем «Lotos Tower», установлен памятный знак. Знак представляет собой изображение волны́, стилизованной под дельфина, на гребне которой расположен шар, символизирующий футбольный мяч. В самом центре волны расположена информационная табличка, на которой перечислены коллективы, причастные к проектированию и строительству моста.

## Характеристики
Длина мостового перехода — 940 м. Сам мост, проходящий над Большой Невкой, имеет длину 490 м и ширину 17 м. Мост стал самым длинным и самым высоким пешеходным мостом Санкт-Петербурга. Мост балочно-неразрезной конструкции является неразводным и имеет судоходный габарит высотой 16 м от уровня воды и шириной 90 м. Пролётное строение моста сталежелезобетонное, с двумя главными балками коробчатого сечения переменной высоты от 1,56 м в пролёте до 3,6 м над промежуточными опорами. Схема разбивки на пролёты: 39 + 42 + 42 + 45 + 57 + 69 + 57 + 39 + 3 × 33 м. Устои и опоры моста — железобетонные на свайном основании. Устои представляют собой необсыпные подпорные стенки с контрфорсами. У промежуточных опор нижняя часть массивная, верхняя имеет V-образную форму. Мост разделён на пешеходный тротуар шириной 2,25 м, велодорожку шириной 3,5 м, а также две полосы для автомобильного движения, предназначенные для движения только спецтранспорта. Мост кривой в плане и имеет два поворота с минимальным радиусом 250 м. Наибольший продольный уклон составляет 50 ‰. Проезжая часть представляет собой железобетонную плиту толщиной 200 мм на металлических балках. Покрытие проезжей части — асфальтобетон. Расчётный класс нагрузки — А 11,5. Тротуар выполнен из цветного асфальта синего оттенка. Тротуары отделены от проезжей части железобетонным парапетом. Велодорожка выполнена из цветного асфальта красноватого оттенка. Покрытие велодорожки сделано на основе бесцветного вяжущего асфальта с добавлением окрашивающего пигмента. Пропускная способность Яхтенного моста — до 24 тыс. человек в час.

## Комментарии
1. 1 2  Согласно СП 35.13330.2011 «Мосты и трубы» мостовой переход — комплекс сооружений, включающий мост, участки подходов в пойме реки, регуляционные и другие укрепления.